# ホーボー・ウィズ・ショットガン
『ホーボー・ウィズ・ショットガン』（原題: Hobo with a Shotgun）は、2011年のカナダのアクション、エクスプロイテーション映画。『グラインドハウス』のフェイク予告編の長編映画化である。

## ストーリー
列車に無賃乗車し町から町へとさすらう初老のホーボー。彼が訪れた街ホープタウンは、ドレイクとその息子アイバンとスリックに支配されていた。彼らは警察組織を買収しており、街は暴力と混沌に満ちていた。そんな街に嫌気がさしていたホーボーは、ある日訪れた質屋で武装強盗に遭遇する。反射的に壁にかけてあったショットガンを手にし、買い物をする親子を襲う強盗を次々と射殺。これをきっかけに、暴力と混沌に支配された町を浄化していく。ある夜ホーボーはアビーという若い女性の教師と出会う。

## キャスト
| 役名     | 俳優                 | 日本語吹替 |
| -------- | -------------------- | ---------- |
| ホーボー | ルトガー・ハウアー   | 樋浦勉     |
| スリック | グレゴリー・スミス   | 高橋広樹   |
| アビー   | モリー・ダンスワース | 世戸さおり |
| ドレイク | ブライアン・ダウニー | 岩崎ひろし |
| アイバン | ニック・ベイトマン   | 保村真     |
| ローガン | ロブ・ウェルズ       |            |

- その他の声の吹き替え：魚建／武田幸史／長谷川俊介／山口りゅう／青木強／茶花健太／薬丸夏子／吉田聖子／志田有彩

## 製作
本作は元々、クエンティン・タランティーノとロバート・ロドリゲスの二本立て映画『グラインドハウス』のプロモーション企画として行われたフェイク予告編コンテスト用にジェイソン・アイズナーが作ったものである。予告編はコンテストで優勝し、カナダでの『グラインドハウス』の公開時には実際にいくつかの劇場で流された。
2010年4月19日、ハリファックスで長編版の主要撮影が始まった。
フェイク予告編でホームレス役だったデヴィッド・ブラントは長編版では警察官を演じた。

## 公開
2011年1月21日、サンダンス映画祭でプレミア上映が行われた。カナダでは2011年3月25日、アメリカ合衆国では5月6日に公開された。Xbox Live、PlayStation Network、iTunesなどのオンデマンド・サービスでは2011年4月1日より公開されている。

## 評価
Rotten Tomatoesは47の評論家レビューのうち36（77%）を「フレッシュ」としている。